# استر و ابی اوفاریم
استر و ابی اوفاریم گروه موسیقی دونفره اسرائیلی بود که در دهه ۱۹۶۰ کارآمد بودند، سازمان یافته از ابی اوفاریم و استر اوفاریم. آنان از بهره‌مندی ویژه ای در آلمان بهره‌ور بودند. آنان با آهنگ‌های خود " یک رقص بسیار"، " صبح زندگی من " و " سیندرلا راکفلا " در اروپا موفق شدند.

## حرفه
استر زاید (زاده ۱۳ ژوئن ۱۹۴۱) در سال ۱۹۵۸ با گیتاریست و رقاص آبراهام «ابی» رایششتات (زاده ۵ اکتبر ۱۹۳۷–۴ مه ۲۰۱۸) در محل زادگاهش در اسرائیل دیدار کرد. استر از وقتی که او ترانه خوانده بود در سنین کودکی، و دانشجوی استودیوی رقص ابی در شهر حیفا بود. و سرانجام آنان در تاریخ ۱۱ دسامبر ۱۹۵۸ با یکدیگر ازدواج نمودند. پس از طی کردن ۴ ماه خدمت استر در ارتش اسرائیل، آنان پیش از آنکه یک حرفه موسیقی ماهر را با هم پیگیری نمایند، برای سرگرمی در خانه مشغول آواز خواندن بودند. استر به گروه اوفاریم اضافه شد که توسط ابی و شومولیک کراوس در سال ۱۹۵۸ پایه‌گذاری شد. گروه نامش را به اوفاریم سه نفره تغییر داد و در کنار و گوشه‌های شهر حیفا برنامه برگزار کرد، ولی شمولیک در فاصله بسیار کم از گروه خارج شد.

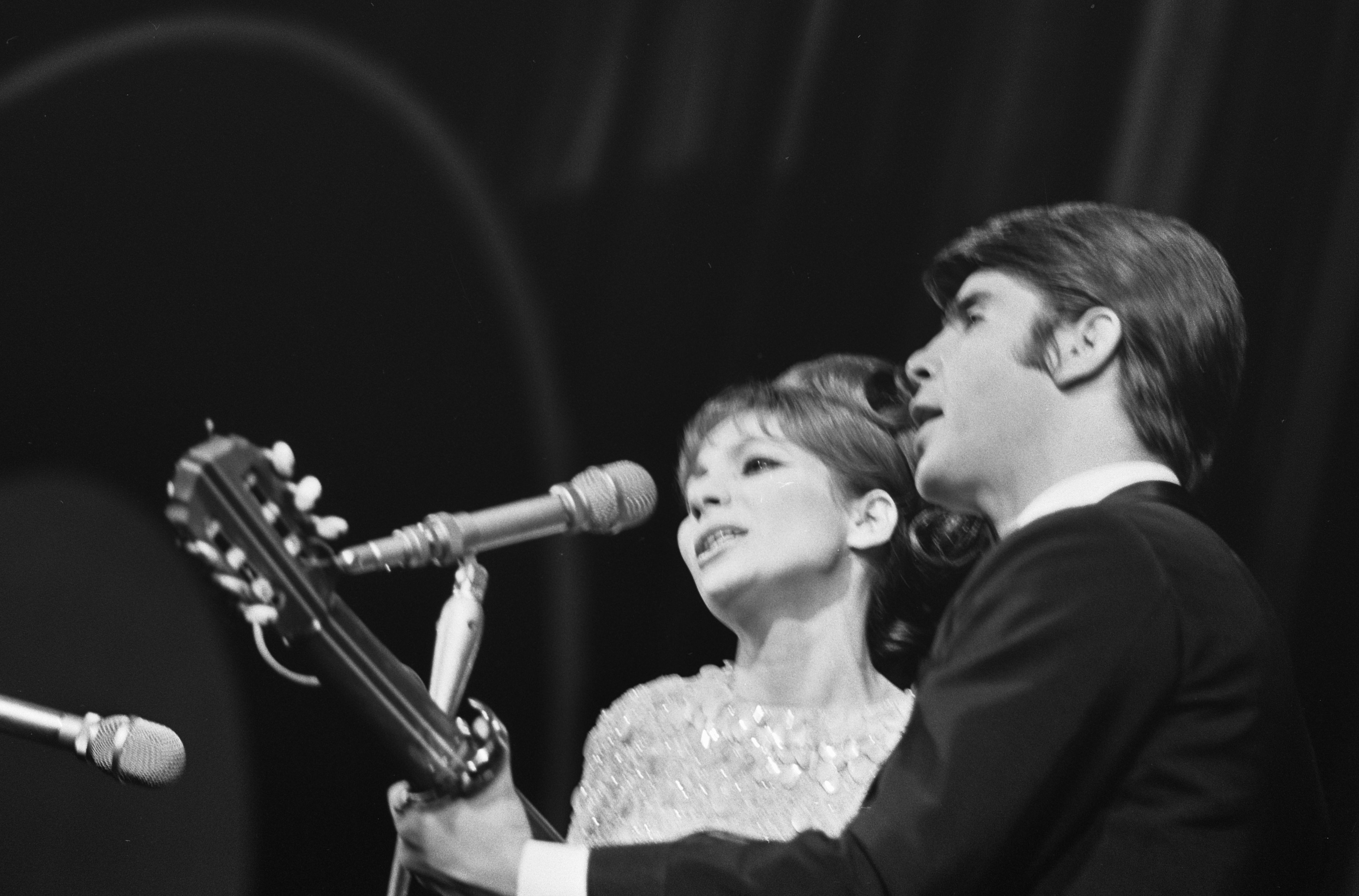
استر و ابی اوفاریم در حال اجرا نمودن جشن بزرگ دیسک در تاریخ ۲ اکتبر ۱۹۶۵

استر و ابی به اجرای دو نفره در کلوپ‌های شبانه روی آوردند. آنان همانند هنرمند در نخستین فیلم بلند آلمانی-اسرائیلی شن‌های سوزان (محصول سال ۱۹۶۰) دیده شدند. این دو موسیقی‌های پیشین یهودی را بار دیگر ترتیب دادند و نخستین آلبوم خود را با اسم هوفاریم (سرودهای اسرائیلی می‌نوازد) را در اسرافون رکوردز در سال ۱۹۶۱ انتشار کردند. درهمان سال، استر جایگاه نخست جشنواره ترانه اسرائیل کسب کرد. استر و ابی آلبوم فابل‌ها و افسانه‌ها را در سال ۱۹۶۲ انتشار دادند. هر دو آلبوم پیروزمندانه بودند و بیشتر از جانب رادیو صدای اسرائیل پخش می‌گردیدند. صدای اسرائیل استر را به جشنواره بین‌المللی آواز سوپوت در لهستان اعزام کرد و در همان کشور به جایگاه دوم دست پیدا کرد.
در سال ۱۹۶۳، استر و ابی در ژنو، کشور سوئیس ماندگار شدند و ترانه‌هایی را به زبان‌های فرانسوی، ایتالیایی، عبری و انگلیسی برای ایستگاه رادیویی بومی رادیو سوئیس روماند ضبط نمودند. استر نماینده کشور سوئیس در مسابقه آواز یوروویژن در سال۱۹۶۳ بود. بعد از بدست آوردن جایگاه دوم در این رقابت، آنان ضبط کردن برای فیلیپس رکوردز در آلمان را آغاز کردند. آنان وقتی که به ایالات متحده رفتند، آلبومی از آهنگ‌های بومی را با اسم استر اوفاریم و ابراهیم ضبط نمودند. در آلمان، آلبوم (ترانه‌های جهان) نام داشت و در جایگاه دوم جدول آلبوم‌های آلمان واقع گردید. آنان با "یک رقص بسیار (شوهر تو بدتره)" در هلند پیروز شدند که در ماه دسامبر ۱۹۶۳منتشر شد و در سال ۱۹۶۴ به جایگاه هشتم جدول هلند ورود پیدا کرد.
سال ۱۹۶۶، استر و ابی اوفاریم با «یک رقص دیگر» پیروز شدند که به رتبه ۳۲ در آلمان و شماره ۶ در اتریش ورود پیدا کرد. در ماه دسامبر ۱۹۶۶، آنان ۲٬۵۰۰دلار به مؤسسه دلفین برای کودک‌های درمانده در آلمان تحویل دادند. این هدیه برای تقدیر از خوش آمد گویی به مردم آلمان از آلبوم‌های(آهنگ‌های نوین این جهان) و استر جدید و ابی اوفاریم بود. آنان بعد از جنگ جهانی تبدیل به پرفروش‌ترین اثر پاپ در آلمان غربی شدند. آلبوم آنان به اسم استر جدید و ابی اوفاریم که از جانب ابی آماده شده بود، هفته‌ها در صدر جدول پاپ آلمان واقع شد. آلبوم‌های آنان تا سال ۱۹۶۷ بیش از ۱ میلیون نسخه تنها در آلمان فروخته شد.
در نقطه صعودی پیروزی خودش در آلمان، این دو از روی روابط آلمان با اسرائیل چند سالی در رادیو اسرائیل غیرقانونی شدند. علیرغم ممنوعیتی که در سال ۱۹۶۳ اجرا شد، استر جدید و ابی اوفاریم با اسم هللویا بخوان انتشار گردید! در اسرائیل در لیتراتون رکوردز در سال ۱۹۶۶.

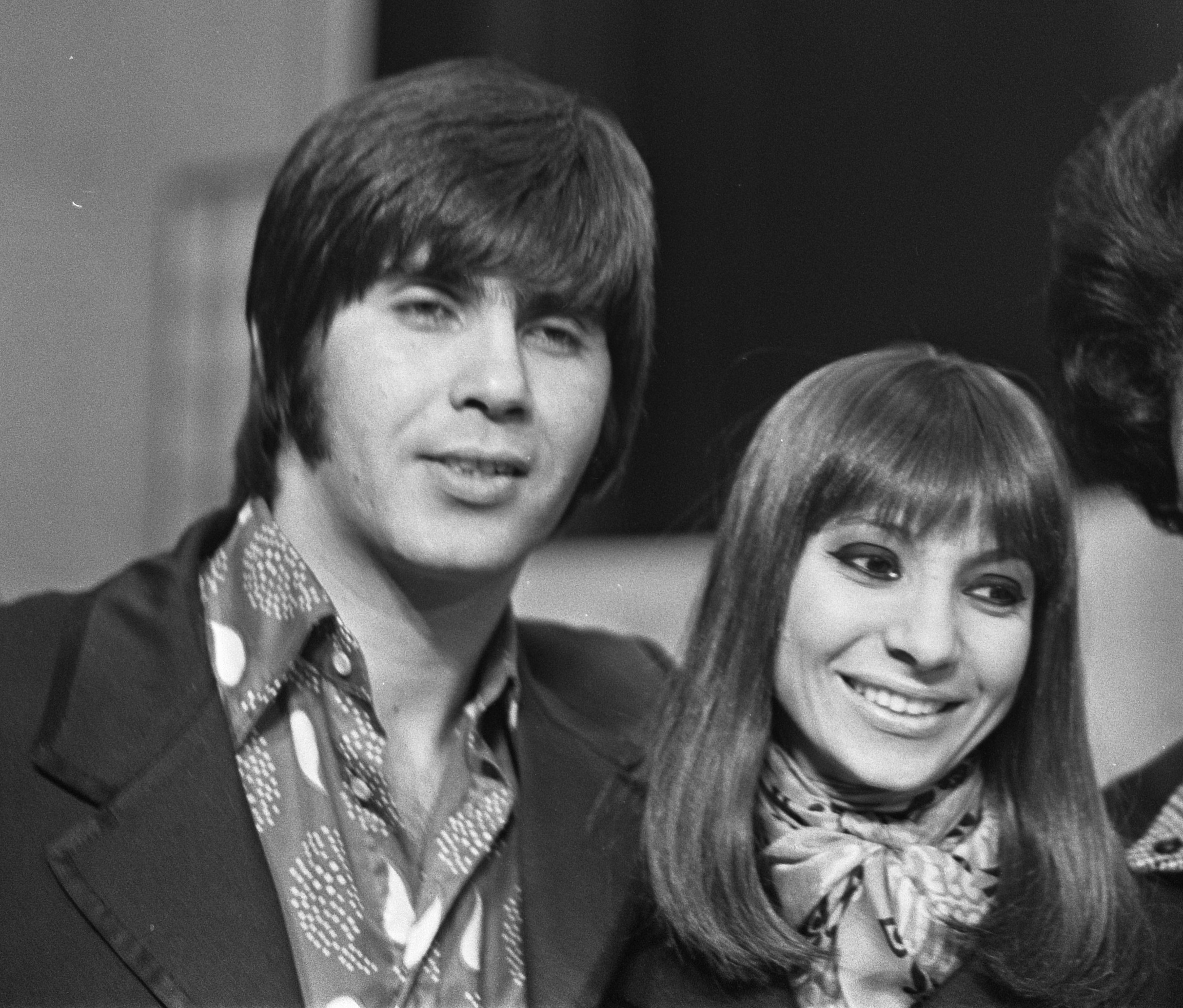
استر و ابی اوفاریم در گالا دو دیسک در تاریخ ۶ مارس ۱۹۶۸

این دو به گسترده‌ترین پیروزی خودشان را در آلمان با " صبح زندگی من " که توسط بی جیز تحریر گردیده شده، در سال ۱۹۶۷ به رتبه ۲ دست یافتند. آنان این موسیقی را در برنامه شاخص تلویزیونی (شب‌های دیسک جشن ۱۹۶۷) اجرا نمودند، نخستین پخش تلویزیونی رنگی در اروپا، که توسط یوروویژن از برلین ارسال گردید.
در سال ۱۹۶۷، استر و ابی اوفاریم یک تور بین‌المللی پیروز را شروع نمودند که دربرگیرندهٔ اجراهایی در ایالات متحده و در هتل ساووی در لندن بود. بعدها در همان سال، آنان آلبوم ۲ در ۳ را انتشار کردند که در جدول نخست آلبوم‌های آلمان واقع شد و به رتبه ۶ در نمودار آلبوم‌های بریتانیا دست پیدا کرد. این دو همچنین سومین دیسک طلای خودشان را برای فروش ۱ میلیون آلبوم بین‌المللی کسب نمودند.
در سال ۱۹۶۸، استر و ابی اوفاریم در میدم در کن، فرانسه، جشنواره جاز پاپ مایورکا در اسپانیا و گالا دو دیسک در هلند اجرا نمودند. آنان همچنین برای ملکه الیزابت در یک اجرای شاهواره گوناگون در لندن اجرا نمودند.
ضبط‌های ضبط گردیده شده در طول تور اروپایی آنان در سال ۱۹۶۹ به نام آلبوم زنده کنسرت - افریم زنده در سال ۱۹۶۹ انتشار پیدا کرد و در جدول شماره ۲۹ در بریتانیا واقع شد. اختلافات هنری روابط این زوج را تیره کرد. آنها آخرین کنسرت خود را قبل از جدایی در مارس ۱۹۶۹ در کلن اجرا نمودند. جدا شدن آنان در سال ۱۹۷۰ حتمی شد.